# Flaga Ekwadoru
Na fladze Ekwadoru znajdują się trzy pasy: żółty, niebieski i czerwony oraz godło. Pas czerwony i żółty reprezentują flagę Hiszpańską, a pasek niebieski symbolizuje ocean oddzielający Amerykę Południową od Hiszpanii.

## Flaga państwowa i cywilna
Flaga została przyjęta 26 września 1860. 5 grudnia 1900 prawnie ustalono (Registro Oficial Nr 1272), że flaga cywilna będzie bez godła, natomiast państwowa z godłem. W założeniu flaga cywilna miała być używana przez ludność oraz pozarządowe organizacje, jednak w praktyce ludność używa często flagi rządowej.

## Historyczne flagi

Flaga z lat 1820–1822
Flaga Ekwadoru 1822
Flaga z lat 1830–1835
Flaga z lat 1835–1845
Flaga z 1845
Flaga z lat 1845–1860
Flaga z lat 1860–1900
Flaga rządowa z lat 1900–2009